# Donnersberg (Fraktion)
Donnersberg war die Bezeichnung einer seit dem 27. Mai 1848 bestehenden politischen Fraktion der radikalen (demokratischen) Linken in der Frankfurter Nationalversammlung.

## Name und politische Positionen
Wie bei den meisten Fraktionen der Nationalversammlung bezieht sich der Name auf den üblichen Versammlungsort der Parlamentarier. Bis September 1848 trafen sich die Abgeordneten der Fraktion Donnersberg im Holländischen Hof, danach im Donnersberg am Mainufer (Am Holzpförtchen 1).

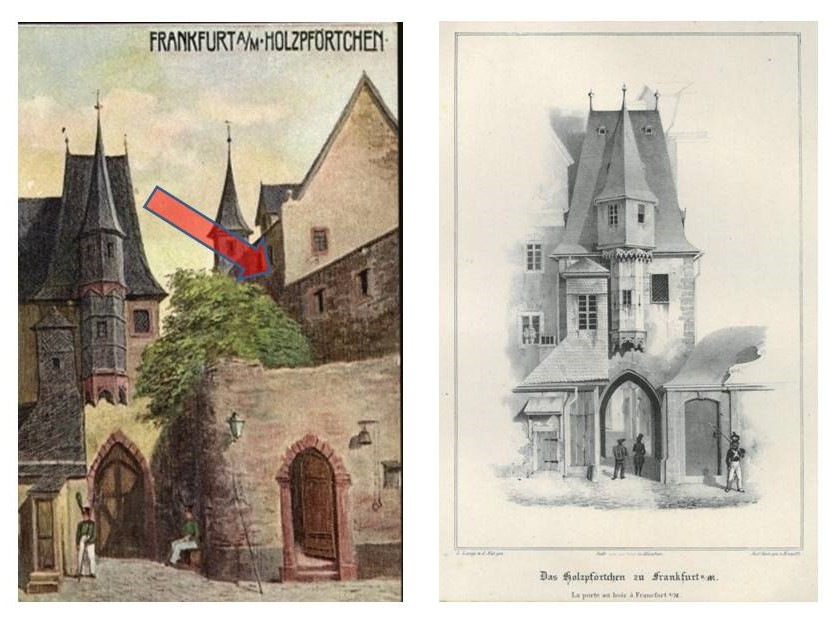
Der Gasthof „Donnersberg“, Am Holzpförtchen 1, in Frankfurt am Main, ca. 1815 dargestellt

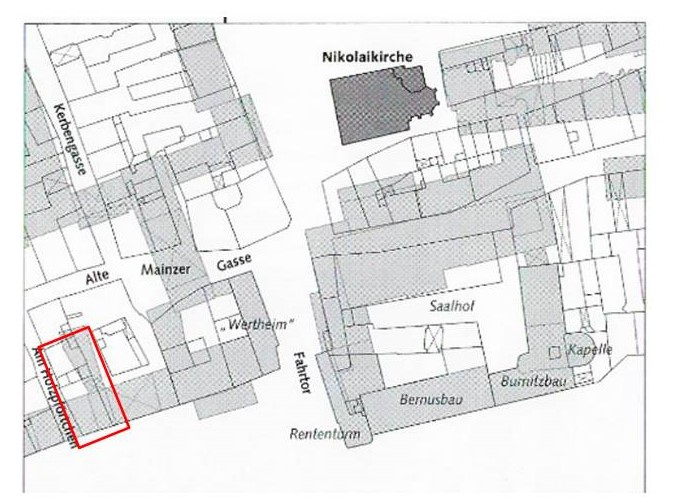
Lage des Gasthofs „Donnersberg“, Am Holzpförtchen 1, Frankfurt am Main, im Vergleich zur heutigen Altstadt-Bebauung

Die Donnersberg-Fraktion entstand als Abspaltung der radikalen Linken von der linken Fraktion Deutscher Hof. Sie unterstützte den Weg der Revolution zur Schaffung einer Demokratie und der Gewährung von Bürgerrechten. Hierzu agitierten die Abgeordneten gegen den Adel, das besitzende Bürgertum und alle Vermögenden. Sie verlangten nach Volkssouveränität und stellten sich ein Staatsmodell nach dem Vorbild der USA vor. Den Ideen der Kleindeutschen setzten sie ein Selbstbestimmungsrecht der Völker entgegen, was oft aber meist lediglich als Recht der Deutschen auf Gebiete interpretiert wurde, die irgendwann einen Bezug zum Heiligen Römischen Reich oder einem von dessen Gliedstaaten hatten. So vertraten Vertreter des Donnersbergs vehement die Integration Schleswigs, Posens, Böhmens, Mährens sowie der italienischen Teile Österreichs in den deutschen Staat und propagierten einen starken Nationalismus.

## Mitglieder
Ihre bekanntesten Abgeordneten waren Lorenz Brentano, Carl Damm, Damian Junghanns, Christian Kapp, Joseph Ignatz Peter, Gustav Rée, Arnold Ruge, Friedrich Schüler, Wilhelm Adolph von Trützschler, Maximilian Werner, Hugo Wesendonck und Wilhelm Wolff.
Nach dem ersten Höhepunkt der Märzrevolution vereinigte sich die Donnersberg-Fraktion im November 1848 wieder mit dem Deutschen Hof sowie mit dem radikaleren Teil der Westendhall-Fraktion und bildete fortan den Centralmärzverein, der nicht nur eine Fraktion, sondern gleichzeitig Bestandteil einer linken Vereinsbewegung war.